# Ivan Vicelich
Ivan Vicelich, född den 3 september 1976, är en nyzeeländsk före detta fotbollsspelare. Han spelade under sin karriär för Nya Zeelands landslag.

## Klubbkarriär
Vicelich spelade för både Waitakere City FC och Central United FC innan han gick till den då nybildade proffsklubben Football Kingz FC som spelade i den australiensiska proffsligan National Soccer League (NSL).
2001 flyttade Vicelich till Nederländerna för att bli proffs i Roda JC. Där blev han kvar i fem säsonger och han spelade totalt 129 matcher för Roda. Han gick därefter till RKC Waalwijk där han spelade två säsonger innan han 2008 flyttade tillbaka till Nya Zeeland för spel i Auckland City FC.

## Landslagskarriär
Vicelich debuterade för Nya Zeelands landslag den 25 juni 1995 i en match mot Uruguay som Nya Zeeland förlorade med 7–0. Han var med i både 1999 och 2003 års upplagor av Confederations Cup.
Den 16 augusti 2008 meddelade Vicelich att han slutade i landslaget, men den 22 maj 2009 ställde han upp i landslaget igen då lagkaptenen Ryan Nelsen var skadad. Han deltog sedan även i de avgörande VM-kvalmatcherna mot Bahrain då Nya Zeeland kvalificerade sig till Fotbolls-VM för första gången sedan 1982. Han är även uttagen till Nya Zeelands VM-trupp 2010.